# Turó del Rave
El Turó del Rave és una muntanya de 233 metres que es troba al municipi de Sitges, a la comarca del Garraf.